# Miconia griffisii
Espèce
Classification phylogénétique
Statut de conservation UICN

 VU  : Vulnérable
Miconia griffisii est une espèce de plantes à fleurs du genre Miconia et de la famille des Melastomataceae endémique du Pérou.